# Euproctis macrostigma
Euproctis macrostigma är en fjärilsart som beskrevs av George Francis Hampson 1905. Euproctis macrostigma ingår i släktet Euproctis och familjen tofsspinnare. Inga underarter finns listade i Catalogue of Life.